# Микир (народ)

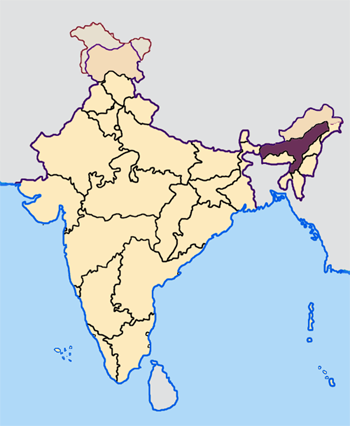
Штат Ассам на карте Индии

Мики́р — народ, обитающий в северо-восточной части полуострова Индостан. Преимущественно проживает в горных районах индийского штата Ассам.
На конец 90-х годов XX века его численность составляла примерно 300 тыс. человек.

## Язык
Большинство микир говорит на ассамском языке (принадлежит к индоарийской группе индоевропейской семьи), остальное население говорит на языке микир (язык центральной группы сино-тибетской семьи) (см., например: Forbes 1878: 212). Микир имеет много схожих черт как фонетического, так и грамматического строения с языком кхаси (Grierson 1907: 702)

## Религия
Основная часть населения принадлежит к индуизму. Также значительное число микир относит себя к протестантству . В основном межконфессиональные отношения у микир отличаются терпимостью и отсутствием серьёзных столкновений среди представителей различных религий.

## История
В период с XIII по XVIII века микир являлись частью Ахомского государства, переняв у ассамцев многочисленные культурные особенности.
Вторая половина XVIII века ознаменовалась переселением народа на ныне им занимаемую территорию (Damant 1880: 236). Впоследствии микир, занимающим горную местность, удалось в большой степени оградить себя от ассимиляции ассамцами и сохранить черты национальной культуры, нежели населению, проживавшему на равнинной территории.

## Социальная организация
Главным элементом общественной организации является община, во главе которой стоит совет старейшин с выборным вождем.
Однако сейчас происходит разложение общинно-родовых отношений. Наблюдаемое слияние традиционного уклада жизни с рыночной экономикой ведет к тому, что многие традиционные институты имеют серьёзные недостатки и негативным образом влияют на уровень жизни микир. В соответствии с отчетом, сделанным организацией Assam Human Development в 2003 году, коэффициент бедности составлял 33,52.

### Семья
Семьи редко бывают многочисленными. Для микир в целом характерен патрилокальный брак.

## Хозяйство и быт

### Основные занятия
Сегодня главными занятиями для микир остается земледелие (ручное подсечно-огневое). Они выращивают разнообразные сельскохозяйственные культуры: рис, картофель, бобовые, кукурузу, овощи. Также микир выращивают на собственных огородах некоторые фрукты, которые является важной частью их рациона. Развита охота и рыболовство.
Также в основе хозяйственной деятельности лежит скотоводство. Микир, как правило, разводят коз, свиней, домашнюю птицу.

### Жилье
Поселения не сосредоточены в единых местах, что связано с их постоянными переносами вслед за обрабатываемым полем. Живут в домах, построенных на сваях с бамбуковыми стенами и крышей, покрытой травой. Дом состоит из нескольких помещений с открытой террасой. Под строением обычно размещают скот.

### Одежда
Европейская одежда не имеет широкого распространения среди микир. Мужчины традиционно одеваются в дхоти, безрукавку или рубаху. Женщины обычно ходят в несшитых юбках, которую держит пояс и кофтах.

### Пища
Основными продуктами являются рис, овощи, рыба и яйца. Распространение религиозных идей индуизма уменьшает долю мяса в рационе микир. Среди напитков популярно рисовое вино.

## Культура
Микир обладают богатым фольклором, который насыщен различными мифами, преданиями, которые берут за основу важные исторические события, такие как освобождение из-под власти кхаси. Культура формируется в первую очередь под воздействием религиозных представлений индуизма.